# Araneus scutifer
Araneus scutifer är en spindelart som först beskrevs av Eugen von Keyserling 1886.  Araneus scutifer ingår i släktet Araneus och familjen hjulspindlar.
Artens utbredningsområde är New South Wales. Inga underarter finns listade i Catalogue of Life.